# Радіогірка (мікрорайон)
Радіогірка (крим. Radioğirka) — мікрорайон на північній стороні Севастополя. Названий від однойменного пагорба, на якому він розташований.

## Опис
Головні вулиці: Симонок, Громова, Михайлівська.
Будівництво розпочалось 31 травня 1979 року. Забудований 5-ти та 9-ти поверховими будинками у 80-ті роки XX сторіччя.
Свою назву район отримав у зв'язку з тим, що на початку XX століття, О. С. Попов експериментував тут з радіозв'язком.
Кордони мікрорайону не повністю збігаються з кордонами однойменного пагорба. До мікрорайону належить багатоповерхова забудова у Михайлівській балці. Ця балка не відноситься до пагорба Радіогірка. Забудова маленькими приватними будинками та дачами на захід від вулиці Громова безпосередньо не пов'язана з мікрорайоном, проте через інфраструктурну єдність може вважатися його частиною.
Раніше на місці багатоповерхівок було Михайлівське кладовище солдатів першої оборони Севастополя. Частина захоронень була перенесена на Братське кладовище учасників оборони 1854—1855. При будівництві школи № 53 та прилеглих до неї будинків під землею виявили лінію оборони 1941 року: окопи, бліндажі, медсанбат. Розкопки не проводили.

## Транспорт
- До причалу у бухті Матюшенка ходить катер з Артбухти. Маршрут катера називається Артбухта — Радіогірка.
- Через район проходять 4 автобусних маршрути: № 43, № 49, № 55, № 56.

## Пам'ятки
- Михайлівська батарея, знаходиться біла причалу катеру «Радіогірка».
- Північний форт, знаходиться на межі Радіогірки та вулиці Челюскінців.

## Галерея

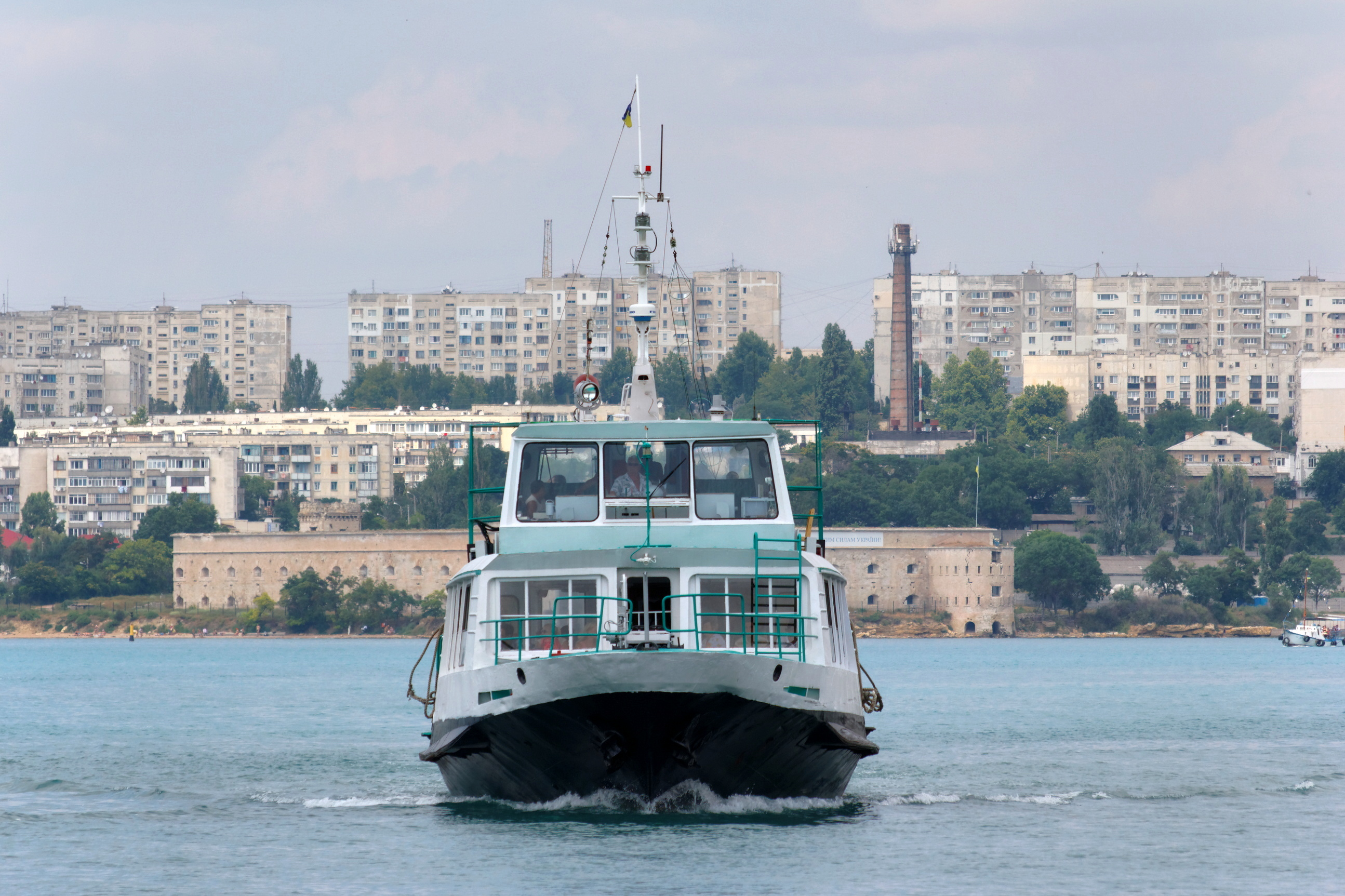
Міський катер відходить від причалу на Радіогірці.
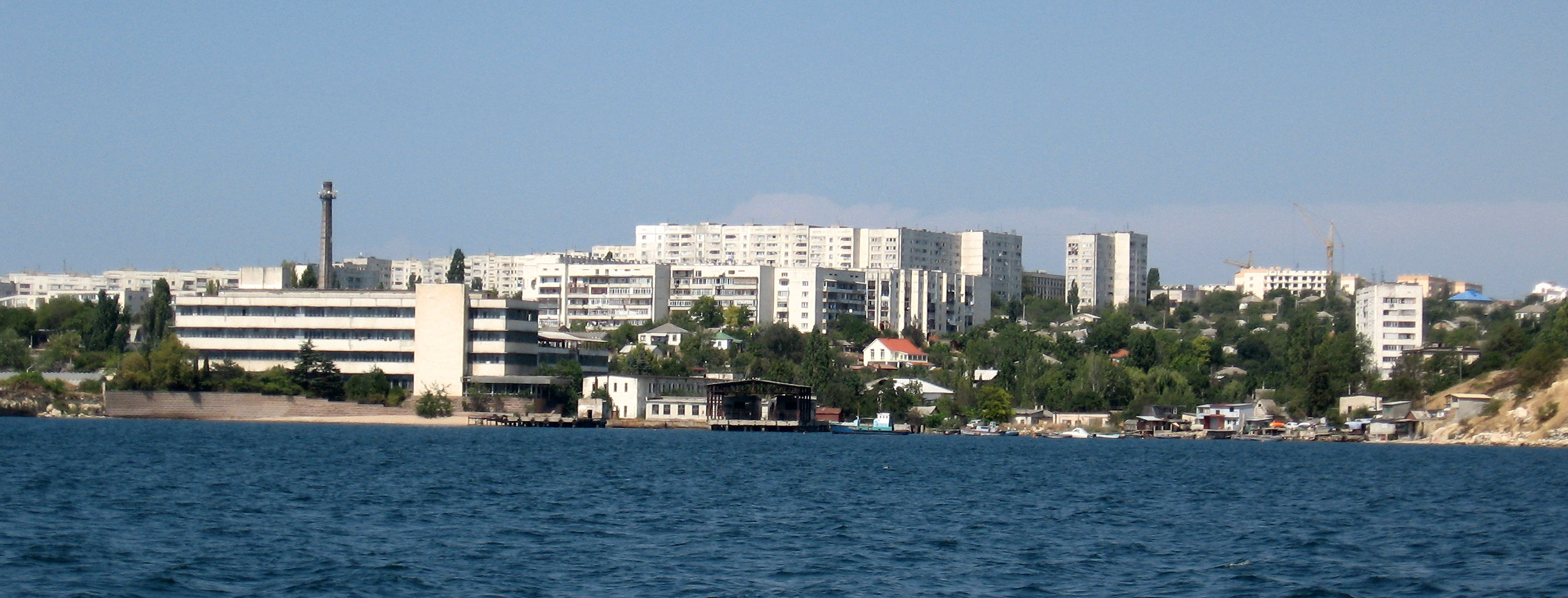
Радіогірка зі сторони Михайлівської балки. Балка не відноситься до пагорба Радіогірка, але належить мікрорайону Радіогірка.
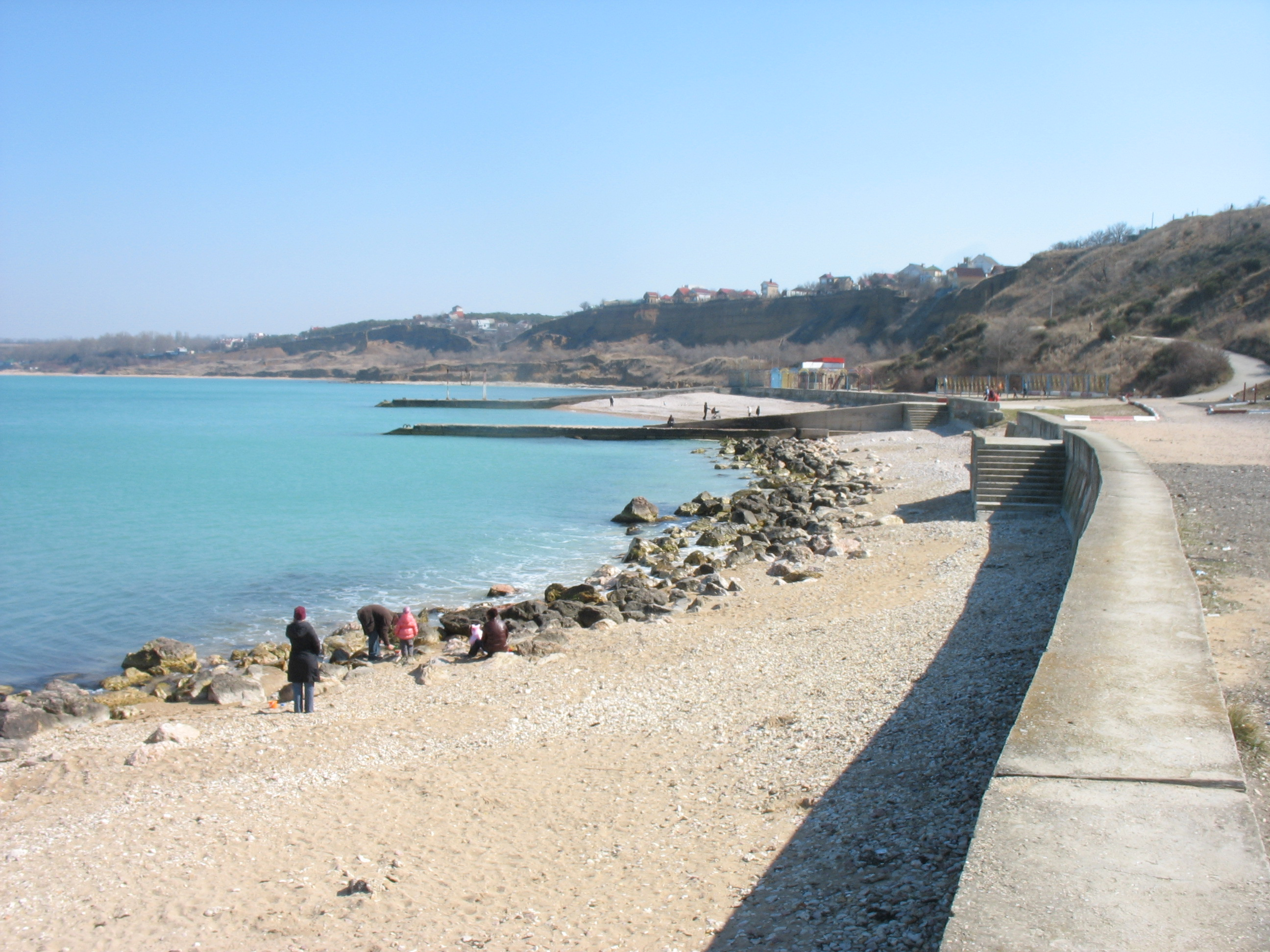
Пляж «Товстяк» поряд з мікрорайоном, на західному березі Криму.